# Addiewell
Addiewell est un village situé dans le West Lothian, en Écosse.

## Personnalités originaires
- Angela Constance, une personnalité politique.
- Elizabeth Craig, une journaliste.